# Iconostasio

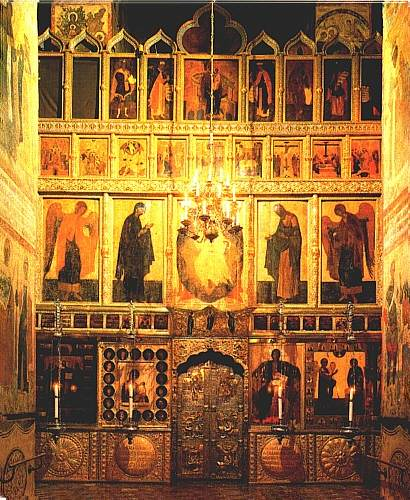
Iconostasio de la Catedral de la Anunciación de Moscú

El iconostasio es una pared que va desde la parte septentrional (norte) a la meridional (sur) en un templo ortodoxo, separando el santuario (situado al este) de la nave, parte central del templo. En el iconostasio, en un orden específico, se colocan los iconos, hecho que le ha dado su nombre, pues la palabra proviene del griego εἰκονοστάσιον (eiconostásion), que significa ‘exposición de iconos’.
En el iconostasio hay tres puertas, que se abren o cierran en determinados momentos de la liturgia. La puerta central, con dos hojas, recibe el nombre de puerta santa, y está prohibido que entre por ella nadie que no sea clérigo. A la derecha se encuentra la puerta meridional, llamada también puerta diaconal, y a la izquierda la puerta septentrional.

## Origen del iconostasio
Suelen considerarse como una evolución del cancel o del templón. De hecho, inicialmente se ocultaba la consagración a los fieles mediante cortinas o telones que cerraban los huecos del iconostasio (formado por columnas y arquitrabe), y más tarde se cuelgan del arquitrabe pinturas o iconos. Progresivamente las cortinas móviles se sustituyen por iconos fijos, que empiezan a ser colocados en filas ordenadas, en particular en las iglesias ortodoxas rusas, en las que adopta un esquema cuasi fijo.

## Iconostasios en la cristiandad occidental
En Occidente, se encuentran iconostasios en templos edificados en el primer milenio, esto es, antes del cisma de 1054 y de la imposición en la península ibérica del rito romano en lugar del mozárabe. Así, se presume que existía un iconostasio en San Vital de Rávena (s. VI), y asimismo en iglesias españolas de la época visigótica (ss. VI y VII). Con mayor certeza se considera que han existido en templos del llamado prerrománico o arte asturiano, como San Julián de los Prados, en Oviedo, del s. IX, e incluso en iglesias mozárabes, como la de San Miguel de Escalada, de León, ya del s. X.